# Empis holocleroides
Empis holocleroides är en tvåvingeart som beskrevs av Frey 1953. Empis holocleroides ingår i släktet Empis och familjen dansflugor. Inga underarter finns listade i Catalogue of Life.